# جوني ويليامز
جوني ويليامز (بالإنجليزية: Jonny Williams) مواليد 9 أكتوبر 1993 في كنت، إنجلترا، هو لاعب كرة قدم ويلزي. يلعب كلاعب وسط. مثّل منتخب ويلز لكرة القدم.

## مرحلة الشباب

### أندية لعب لها
- كريستال بالاس

## المسيرة الاحترافية

### أندية لعب لها
- كريستال بالاس

## روابط خارجية
- جوني ويليامز على موقع الاتحاد الدولي (مؤرشف)  (الإنجليزية)
- جوني ويليامز على موقع الاتحاد الأوربي (الإنجليزية)
- جوني ويليامز على موقع قاعدة بيانات كرة القدم.إي يو (الإنجليزية)
- جوني ويليامز على موقع ناشيونال فوتبول تيمز (الإنجليزية)
- جوني ويليامز على موقع Soccerbase.com (لاعب) (الإنجليزية)
- جوني ويليامز على موقع Soccerway.com (الإنجليزية)
- جوني ويليامز على موقع عالم كرة القدم.نت (الإنجليزية)
- جوني ويليامز على موقع AS.com (الإسبانية)